# Кларк Одуор
Кларк Сідней Одуор (англ. Clarke Sydney Oduor; нар. 25 червня 1999, Сіая, Кенія) — кенійський футболіст, вінґер «Барнслі».

## Клубна кар'єра
Вихованець молодіжної академії «Лідс Юнайтед», 16 січня 2017 року підписав професіональний контракт з вище вказаним клубом, де отримав футболку з 54-м ігровим номером.
На професіональному рівні дебютував 6 січня 2019 року в програному (1:2) поєдинку третього раунду кубку Англії проти КПР. Кларк вийшов на поле на 85-й хвилині, замінивши Лейфа Девіса.
17 лютого 2019 року Одуор підписав з «Лідсом» нову угоду, розраховану до завершення сезону 2019/20 років, з опцією продовження ще на один рік.
У сезоні 2018/19 років Кларк виступав під керівництвом Карлоса Корберана за «Лідс Юнайтед U-23», з яким виграв Північний дивізіон ПДЛ, а у фінальній частині ПДЛ обіграв «Бірмінгем Сіті».
13 липня 2019 року потрапив до списку з 16-и гравців, обраних Марсело Б'єлсою для участі в передсезонному турне першої команди «Лідса» по Австралії, де його команда зіграла проти «Манчестер Юнайтед» та «Вестерн Сідней Вондерерз».
В останній день серпня 2019 року підписав 4-річний контракт з «Барнслі», ставши четвертим молодим футболістом, який здійснив перехід з Західного до Південного Йоркширу під час літнього трансферного вікна 2019 року.
7 грудня 2019 року вперше одягнува футболку «Барнслі» на поєдинок Чемпіоншипу, вийшовши на футбольне поле на 90+3-й хвилині.
14 грудня 2019 року Кларк вперше вийшов у стартовому складі «Барнслі» в поєдинку Чемпіоншипу. Зазвичай Одуор грав центрального атакувального півзахисника, проте через травму Бена Вілльямса виступав на позиції лівого захисника. Кенійця замінили на 83-й хвилині.

## Кар'єра в збірній
Кларк має право на міжнародному рівні грати за Кенію або Англію.

## Стиль гри
Кларк Одуор відомий своїм універсалізмом, зазвичай виступає на позиції вінґера, проте за потреби може закрити позиції лівого захисника, лівого захисника по всьому флангу та лівого нападника. Для стилю гри Одуора характерна висока швидкість на футбольному полі, швидка робота ніг та здатність діяти як на захист, так і на атаку.

## Статистика виступів
Станом на 24 січня 2019
| Сезон   | Клуб         | Дивізіон   | Ліга  | Ліга | Кубок Англії | Кубок Англії | Кубок Ліги | Кубок Ліги | Плей-оф | Плей-оф | Загалом | Загалом | Дисц. порушення | Дисц. порушення |
| Сезон   | Клуб         | Дивізіон   | Матчі | Голи | Матчі        | Голи         | Матчі      | Голи       | Матчі   | Голи    | Матчі   | Голи    | ЖК              | RK              |
| ------- | ------------ | ---------- | ----- | ---- | ------------ | ------------ | ---------- | ---------- | ------- | ------- | ------- | ------- | --------------- | --------------- |
| 2018–19 | Лідс Юнайтед | Чемпіоншип | 0     | 0    | 1            | 0            | 0          | 0          | –       | –       | 1       | 0       | 0               | 0               |
| 2019-20 | «Барнслі»    | Чемпіоншип | 2     | 0    | 0            | 0            | 0          | 0          | -       | -       | 2       | 0       | 0               | 0               |
| Загалом | Загалом      | Загалом    | 0     | 0    | 1            | 0            | 0          | 0          | 0       | 0       | 3       | 0       | 0               | 0               |